# Udanin
Udanin è un comune rurale polacco del distretto di Środa Śląska, nel voivodato della Bassa Slesia.
Ricopre una superficie di 110,71 km² e nel 2004 contava 5 665 abitanti.